# Carrascal de Barregas
Carrascal de Barregas est une commune de la province de Salamanque dans la communauté autonome de Castille-et-León en Espagne.